# Orthonecroscia nieuwenhuisi
Orthonecroscia nieuwenhuisi är en insektsart som beskrevs av Günther 1943. Orthonecroscia nieuwenhuisi ingår i släktet Orthonecroscia och familjen Diapheromeridae. Inga underarter finns listade i Catalogue of Life.